# Clas Bergström
Clas Carl Hjalmar Bergström, född 25 november 1950 i Örebro Olaus Petri församling, är en svensk ekonom och professor i finansiell ekonomi vid Handelshögskolan i Stockholm.
Bergström innehar sedan 1996 en professur i finansiell ekonomi med särskild inriktning mot rättsekonomi vid Handelshögskolan i Stockholm.